# Pablo Arzú
Pablo César Arzú Castillo (Olanchito, Yoro, Honduras, 31 de octubre de 1990) es un futbolista hondureño. Juega como Extremo y actualmente milita en el Real Sociedad de la Liga de Ascenso de Honduras.

## Trayectoria
Debutó en 2006 con el Atlético Junior de la Liga Mayor, con el cual en un torneo logró anotar veintidós goles. A mediados de 2011 pasa a ser futbolista del Trujillo Fútbol Club, en el cual lograría destacar para posteriormente dar el paso a la primera división con Real Sociedad.
A mediados de 2014, el Real Sociedad adquiere sus servicios deportivos por un periodo de dos años. Debutó en primera división el 21 de septiembre de 2014, en la victoria de su equipo sobre el Platense por un gol a cero,  mientras que su primer gol se lo anotó al Victoria en la goleada 5-0 del 2 de noviembre de 2014. En ese torneo tuvo una excelente y sorpresiva participación en la zona ofensiva del Real Sociedad, convirtiéndose en una de las principales figuras de su equipo para lograr el subcampeonato de la Liga Nacional de Honduras de la mano del entrenador colombiano Horacio Londoño.
El 29 de enero de 2015 se confirma su fichaje por el Correcaminos de la UAT del Ascenso MX, por pedido del técnico ecuatoriano Álex Aguinaga. Debutó el 6 de febrero de 2015 frente a Lobos BUAP, cuando a los 72 minutos de juego ingresó en lugar de Ricardo Bocanegra. Correcaminos perdió el partido por 0-1.
El 18 de junio de 2015 se anunció su regreso al Real Sociedad, tras su efímero paso por el fútbol mexicano.

## Clubes
| Club            | País     | Año             |
| --------------- | -------- | --------------- |
| Real Sociedad   | Honduras | 2014 - 2015     |
| Correcaminos    | México   | 2015            |
| Real Sociedad   | Honduras | 2015 - 2017     |
| Broncos del Sur | Honduras | 2018            |
| Real Sociedad   | Honduras | 2018 - Presente |

## Palmarés
Liga de ascenso (1)
- Apertura 2018 |Real Sociedad

| Honduras